# Хрущёвский переулок
Хрущёвский переу́лок — небольшая улица в центре Москвы в Хамовниках между Пречистенкой и Гагаринским переулком. Здесь находится посольство Люксембурга.

## Происхождение названия
Самое раннее из известных названий, Зиновьевский переулок, связано с домовладельцем первой половины XVIII века советником Судного приказа Зиновьевым. Позже, до 1812 года, назывался Барятинский переулок, по усадьбе князей Барятинских, которая находилась на углу с Пречистенкой. После пожара 1812 года на её месте строится усадьба гвардии прапорщика А. П. Хрущёва, разбогатевшего на откупах, и переулок получает название Хрущёвский. Усадьба Хрущёва представляет собой ценный памятник архитектуры, в котором с 1961 года размещается Государственный музей А. С. Пушкина (улица Пречистенка, 12/2).

## Описание
Хрущёвский переулок начинается от Пречистенки напротив Всеволожского переулка и проходит на северо-запад до Гагаринского переулка.

## Здания и сооружения
- Дом 3 — посольство Люксембурга.